# Mie Bekker Lacota
Mie Bekker Lacota (* 10. November 1988 in Greve) ist eine ehemalige dänische Radrennfahrerin, die auf Bahn und Straße erfolgreich war.

## Sportliche Laufbahn
Lacota war zunächst bis 2007 als Radrennfahrerin aktiv und konnte in wenigen Jahren zahlreiche nationale Meistertitel erringen. 2005 errang sie bei der Straßen-Weltmeisterschaft der Juniorinnen den Titel im Straßenrennen sowie 2006 bei den Junioren-Bahn-WM im Punktefahren. Bei der Bahn-WM 2007 in Palma wurde sie unter dem dänischen Nationaltrainer Heiko Salzwedel Vize-Weltmeisterin im Punktefahren. Dreimal wurde sie Europameisterin, 2005 in Fiorenzuola d’Arda im Punktefahren auf der Bahn sowie 2006 in Valkenburg im Einzelzeitfahren und im Straßenrennen. Neunmal wurde sie dänische Meisterin in verschiedenen Radsport-Disziplinen. 2005 siegte sie beim Rennen der Juniorinnen Rund um den Henninger Turm vor ihrer Landsfrau Trine Schmidt.
2007 wurde Mie Bekker Lacota Profi und verpflichtete sich beim „Team Flexpoint“, wo unter anderen auch Luise Keller, Mirjam Melchers und Trine Schmidt fuhren. Sie gewann das Rennen Omloop Het Volk. Nach nur einer Profi-Saison beendete Mie Bekker Lacota ihre aktive Radsport-Karriere, um ein Lehrerstudium zu beginnen.
2014 kehrte Bekker Lacota kurzzeitig in den aktiven Radsport zurück und wurde Mitglied des BMS Ladies Team. Zwischenzeitlich hatte sie studiert, beim dänischen Radsportverband Dansk Cyklist Forbund in Teilzeit gearbeitet und war Mutter geworden.

## Erfolge

### Bahn
2003
- Dänische Junioren-Meisterin – Einerverfolgung

2004
- Dänische Junioren-Meisterin – Einerverfolgung

2005
- Junioren-Europameisterin – Punktefahren

2006
- Junioren-Weltmeister – Punktefahren
- Dänische Junioren-Meisterin – Einerverfolgung
- Dänische Meisterin – Scratch, Einerverfolgung, Sprint

2007
- Dänische Meisterin – Sprint

### Straße
2005
- Junioren-Weltmeisterin – Straßenrennen
- Junioren-Weltmeisterschaft – Einzelzeitfahren
- Dänische Junioren-Meisterin – Einzelzeitfahren

2006
- Junioren-Europameister – Straßenrennen, Einzelzeitfahren
- Dänische Meisterin – Mannschaftszeitfahren (mit Trine Schmidt und Anette Berg)
- Dänische Junioren-Meisterin – Einzelzeitfahren

2007
- Omloop Het Volk